# Католицизм в Зимбабве
Католицизм в Зимбабве. Католическая церковь Зимбабве является частью всемирной Католической церкви. Численность католиков в Зимбабве составляет около 1 миллиона 50 тысяч человек (8,3 % от общей численности населения) по данным Католической энциклопедии; 1 миллион 280 тысяч человек (8,8 %) по данным сайта Catholic Hierarchy.

## История
Первое появление католических миссионеров на территории современного Зимбабве датируется серединой XVI века, в 1561 году иезуит Гонсалу да Сильвейра крестил короля Мономотапы, под властью которого находились земли современного Зимбабве. В XVII веке здесь действовали миссии иезуитов и доминиканцев, в 1670 году был рукоположен первый местный священник, которым стал сын мономотапского царя. Однако до XIX века христианские миссионерские успехи носили единичный характер.
2 июля 1879 года Святой Престол учредил миссию sui iuris Замбези, выделив её из апостольского викариата Натала (сегодня — архиепархия Дурбана).
В конце XIX века территория Зимбабве попала в зону интересов Британской империи, получила название Южная Родезия и стала заселятся белыми поселенцами. С 1923 года — самоуправляемая колония под властью британской короны. Христианская миссия в этот период в основном велась англиканами и различными протестантскими группами, однако католики также вели миссионерскую деятельность.
9 марта 1915 года миссия sui iuris Замбези была преобразована в апостольскую префектуру, в 1927 году переименована в апостольскую префектуру Солсбери. В 1931 году апостольская префектура Солсбери передала часть своей территории для создания миссии sui iuris Булавайо (сегодня — архиепархия Булавайо), а сама получила статус апостольского викариата. Первым апостольским викарием Солсбери стал иезуит Антон Чичестер.
В 1955 году апостольский викариат Солсбери был возведён в ранг архиепархии-митрополии. В 1961 году была образована Конференция католических епископов Южной Родезии, но признана Святым Престолом она была только в 1970 году. В 1973 году рукоположен первый епископ из числа местных уроженцев — Патрик Чакатайпа.
С 1965 по 1979 год в Южной Родезии шли военные действия коренного населения против властей и европейских колонистов. 25 католических миссионеров были убиты в ходе боевых действий, а 18 высланы из страны. В 1979 году было достигнуто соглашение о прекращении огня, а с 1980 года страна обрела независимость и получила имя Зимбабве. В том же году были установлены дипломатические отношения между Зимбабве и Святым Престолом. Архиепархия Солсбери была переименована в архиепархию Хараре.
В 1988 году Зимбабве посетил папа Иоанн Павел II.

## Современное состояние
В стране служат 403 священника, действуют 208 приходов. Организационно приходы объединены в 2 архиепархии-митрополии: Архиепархия Хараре и Архиепархия Булавайо и 6 епархий: епархия Гверу, епархия Гокве, епархия Масвинго, епархия Мутаре, епархия Хванге и епархия Чинхойи.